# С-500
С-500 «Прометей», 55Р6М «Триумфатор-М» — российский зенитный ракетный комплекс (ЗРК; в терминологии разработчика — зенитная ракетная система, ЗРС), разработанный в АО «Концерн ВКО „Алмаз-Антей“» как новое поколение зенитных ракетных систем, в котором предполагается применить принцип раздельного решения задач уничтожения баллистических и аэродинамических целей.
В декабре 2024 года начальник российского Генштаба Валерий Герасимов заявил, что «завершается формирование первого полка, оснащенного зенитной ракетной системой С-500, способной решать задачи стратегической противоракетной обороны».

## Описание и характеристики
С-500 можно перебрасывать на борту военно-транспортных самолётов, он передвигается на колёсном шасси. Это даёт возможность за короткое время доставить «Прометей» в любую точку страны и усилить там ПРО. Мобильная ЗРС С-500 «Прометей» — для уничтожения ракет и космических аппаратов на околоземных орбитах, может ликвидировать цели, летящие на гиперзвуке. С аэродинамическими целями — применение ракет 40Н6, для поражения баллистических ракет на заатмосферном участке и в ближнем космосе — ракеты 77Н6 с обычной и ядерной боевой частью. Обозначения других боеприпасов пока не назывались. Возможно, противоракета, аналогичная по возможностям шахтным 53Т6М, станет одним из эшелонов ПРО у С-500. С-500 может пользоваться информацией, полученной от станций предупреждения о ракетном нападении (СПРН), работать как в единой системе противовоздушной обороны, взаимодействуя с С-400 и С-300, так и автономно. Радар-обнаружитель «Енисей» по мощности заметно превосходит РЛС обычных С-400 и способен обнаруживать цели в ближнем космосе на дальности до 2 тыс. км.
Основная задача комплекса — борьба с боевым оснащением баллистических ракет средней дальности: самостоятельно возможен перехват БРСД с дальностью пуска до 3500 км, а при необходимости и межконтинентальных баллистических ракет на конечном участке траектории, и в определённых пределах — на среднем участке. От этих средств поражения должно обеспечиваться прикрытие отдельных регионов, крупных городов, промышленных объектов и приоритетных стратегических целей.
Также среди задач зенитного комплекса ставят уничтожение гиперзвуковых крылатых ракет, самолётов и БПЛА как обычных высотных, так и гиперзвуковых ракет со скоростью 5 M и выше; уничтожение низкоорбитальных спутников и космических средств поражения, запускаемых с гиперзвуковых самолётов, ударных гиперзвуковых БПЛА и орбитальных платформ.
С запланированным радиусом действия ЗУР в 600 км он будет способен обнаружить и одновременно поразить до 10 баллистических сверхзвуковых целей, летящих со скоростью до 7 км/с, а также поражать боевые блоки гиперзвуковых крылатых ракет.

Система С-500, которая находится в разработке, будет иметь возможность уничтожать ракеты средней дальности, оперативно-тактические ракеты, а также сбивать ракеты в ближнем космосе и таким образом будет носить элементы стратегической противоракетной обороны, — заявил заместитель главкома ВВС РФ по ПВО генерал-лейтенант Сергей Разыграев, — Стоящая на вооружении система С-300 пока, например, не способна уничтожать оперативно-тактическую ракету по скорости— Зам. главкома ВВС: "Система С-500 будет элементом стратегической противоракетной обороны"
С-500 предполагается использовать также как защиту шахтных МБР России от средств нападения: ракеты С-500 с маневрирующими блоками с собственными РЛС для поражения кинетическим ударом, как в THAAD, способны сбивать ракеты-носители, доставляющие средства противоракетной обороны для поражения МБР России на самом уязвимом разгонном участке траектории, пока не произошло разделения боеголовок и выброса ложных целей. Высота поражения ракет и маневрирующих кинетических блоков С-500 достигает 200 км, что достаточно для прикрытия МБР с разгоном по настильной траектории, которая начинается от 100 км верхней границы атмосферы. 

По мнению National Interest, С-500, как ожидается, сможет одновременно перехватывать до десяти боеголовок, поступающих из космоса. В июне 2019 года заместитель генерального директора по научно-техническому развитию, первый заместитель генерального конструктора концерна «Алмаз-Антей» Сергей Друзин утверждал, что ракета «Прометей» способна перехватывать заатмосферные цели.
В мае 2016 года «The National Interest» писал, что ожидается, что комплекс С-500 будет интегрирован в единую сеть С-400, С-300ВМ4 («Антей-2500»), С-350 («Витязь») и другими системами, образуя многоуровневую систему противоракетной и противовоздушной обороны. В мае 2019 года главный редактор журнала «Экспорт вооружения» Андрей Фролов утверждал: «Сама по себе С-500 очень уязвима. Она должна быть элементом многоэшелонированной системы ПВО-ПРО. Чтобы покупать «Прометей», надо иметь на вооружении системы других классов: С-400, С-300, «Бук», «Тор», «Панцирь-С» и другие. С-500, не прикрытая системами малой и средней дальности, может легко быть уничтожена относительно простыми средствами нападения.»

## История создания и производства
Начало работ по созданию системы ПВО пятого поколения положила инженерная записка в 2002 году с указанием необходимых параметров, и в НПО «Алмаз» определились с первоначальным обликом нового оружия. С 2004 по 2006 год в НПО провели исследования под кодовым обозначением «Властелин».
В августе 2011 года завершили эскизный этап проектирования, продолжили техническое проектирование. На ноябрь 2013 года, по словам командующего войсками ВКО генерал-майора Александра Головко, в корпорации «Алмаз-Антей» уже изготовили отдельные средства системы и приступили к их испытаниям, «работы по созданию системы в целом запланировали завершить в ближайшее время, а первый серийный образец должны поставить в войска уже через несколько лет». Ракеты 40Н6М, 77Н6-Н и 77Н6-Н1 для комплекса С-500 начнут поступать в 2014—2015 годах.
В конце февраля 2014 года председатель президиума экспертного совета воздушно-космической обороны Игорь Ашурбейли заявил, что наблюдается отставание по срокам разработки и испытаний зенитной ракеты для комплекса С-500. При этом он отметил, что возможно и ухудшение характеристик ракеты по сравнению с утверждённым техзаданием, что, по его словам, может поставить под сомнение необходимость дальнейших работ. В последних числах июня 2014 года была успешно испытана противоракета, которая также предполагалась для комплекса С-500.
Принятие С-500 на вооружение ВС РФ первоначально было запланировано на 2016 год. В феврале 2017 года заместитель министра обороны России Юрий Борисов заявил, что готовность первого опытного образца системы С-500 планируется к 2020 году.
Весной 2017 года главнокомандующий ВКС Виктор Бондарев заявил, что комплекс С-500 разрабатывается ускоренными темпами и поступит на вооружение войск противовоздушной обороны России «в ближайшее время»; также сообщалось, что в Военной академии воздушно-космической обороны уже приступили к подготовке специалистов для работы с данным комплексом.
В мае 2020 года заместитель министра обороны Алексей Криворучко сообщил: «Завершение государственных испытаний и передача системы вооруженным силам запланированы в 2021 году. Заключение государственного контракта на закупку ЗРС С-500 запланировано в 2021 году с поставкой в 2025 году». 
25 июня 2019 года глава Минпромторга Денис Мантуров сообщил, что С-500 «Прометей» готов к серийному производству. 30 июня 2019 года генеральный директор «Ростеха» Сергей Чемезов заявил, что они уже начали производство систем противоракетной и противовоздушной обороны С-500 «Прометей».
17 сентября 2020 года Сергей Чемезов в интервью для СМИ сообщил, что начало серийного производства  комплекса «Прометей» запланировали на вторую половину 2020 года. В ноябре 2020 года заместитель главкома ВКС РФ генерал-лейтенант Андрей Юдин объявил, что завершение создания мобильной системы запланировали на 2021 год.
Первые комплексы С-500 «Прометей» (первый бригадный комплект) поступили в октябре 2021 года в 15-ю армию ВКС особого назначения, прикрывающую Москву и центральный регион России.
25 мая 2021 года президент России Владимир Путин заявил: «В воздушно-космических силах более 70 % зенитных ракетных полков перевооружены на современные системы С-400. На очереди поставка в войска комплекса С-500, испытания которого уже успешно завершаются».
23 августа 2021 года вице-премьер РФ Юрий Борисов заявил, что система С-500 производится серийно. Осенью 2021 года системы С-500 начали поступать в вооружённые силы России. 25 апреля 2022 года генеральный директор концерна «Алмаз-Антей» Ян Новиков подтвердил слухи о запуске серийного производства С-500 и уточнил, что ЗРК поступит в войска в сроки, определённые в государственном оборонном заказе.

## Состав
С-500 содержит:

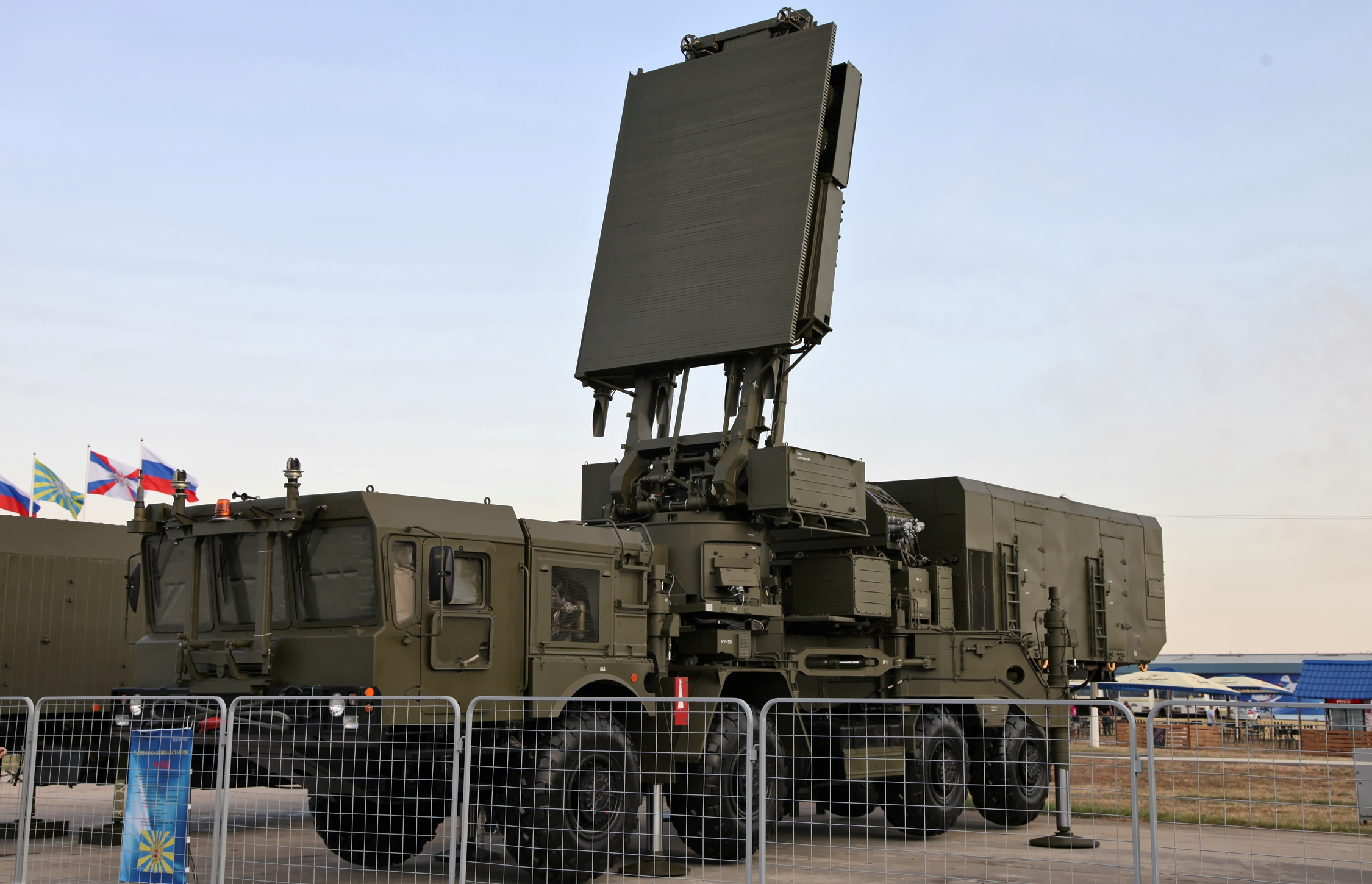
Всевысотный обнаружитель 96Л6

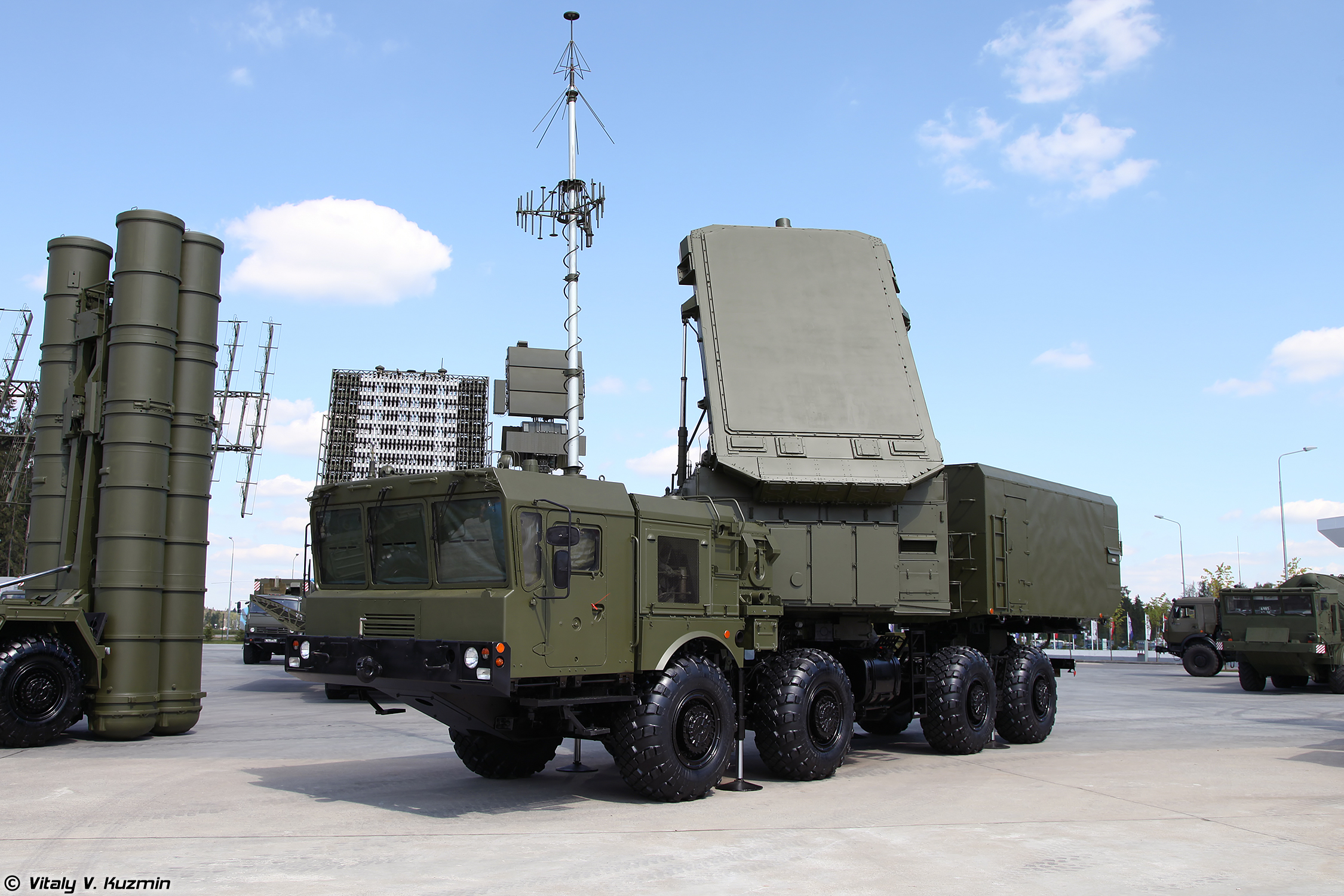
Радар дальнего обнаружения 92Н6А

- средства управления: пункт боевого управления 85Ж6-1, РЛС дальнего обнаружения 60К6;
- противосамолётную часть — КП 55К6МА, РЛС 91Н6АМ, ПУ 51П6М, ракеты 40Н6М;
- противоракетную часть — ПБУ 85Ж6-2, РЛС 76Т6 и 77Т6 с активной фазированной антенной решёткой (АФАР);
- ПУ 77П6.

Противоракеты 77Н6-Н и 77Н6-Н1 (разработка ОАО МКБ «Факел») унифицированы с модернизированной системой ПРО Москвы и Московского округа А-135 «Амур», для перехвата целей со скоростью до 7 км/с.
Основой конструкции антенного поста изделия является радар с АФАР, работающий в X-диапазоне. О дальности обнаружения целей системой С-500 заявлено, что она «увеличится на 150—200 км» по сравнению с С-400.
Тягач БАЗ-69096 с колёсной формулой 10×8 выбран основным для размещения элементов комплекса С-500 «Прометей».

## Корабельная версия
Также планируется разработка корабельной версии перспективных ЗРК С-500, в частности, для установки на авианосцы проекта «Шторм».